# Saint-Paul-en-Jarez
Saint-Paul-en-Jarez là một xã trong tỉnh Loire miền trung nước Pháp.